# Kutha
Kutha (ma anche Kutu o Kuta) è il nome dato a due luoghi, uno reale, l'altro mitico.
La Kutha reale (nelle vicinanze della moderna Tell Habil Ibraham) fu un'antica città sumera nella terra di Akkad sulla riva destra del ramo orientale dell'alto Eufrate, a nord di Nippur. La città si trovò spesso sotto l'assedio dei Gutei o degli Amorrei o a volte di entrambe le popolazioni. La città era sede di commerci, soprattutto da parte di contrabbandieri. Fra i principali prodotti di commercio vi era l'ossidiana, il lapislazzulo, la corniola e altre pietre e metalli preziosi che provenivano principalmente da nordest (moderno Iran ed Afghanistan). Queste gemme venivano poi spedite a valle per la lavorazione da parte di gioiellieri della città di Umma, Uruk e altre. 
La sua popolazione attorno al 2700 a.C. contava meno di 5000 abitanti.
Kutha era la città del culto di Nergal, il re degli inferi. 
La Kutha mitologica è il nome dato alla capitale degli inferi, Irkalla.

## Controversie
L'autore del moderno libro occulto denominato il Simon Necronomicon sostiene che il nome Cthulhu usato nelle opere di H.P. Lovecraft derivi dal nome di questa città. Nel libro viene esposta la teoria che Cthulhu sia in realtà Kuthalu, il cui significato sarebbe "l'uomo di Kutha" o "uomo degli inferi" e sarebbe quindi un dio dei morti, o più precisamente Nergal. Questo ha dato nuovo vigore all'ipotesi che i romanzi di Lovecraft riguardanti il mito di Cthulhu siano basati sulla mitologia sumera. 
In realtà non ci sono prove per sostenere questa teoria e Chris Siren, autore della FAQ sulla mitologia sumerica, dichiara che la parola "LU" con significato di "uomo" viene usata soltanto come un prefisso e non suffisso (cosicché il nome, se fosse esistito veramente, sarebbe stato Lukutha e non Kuthalu ), riferendosi quindi specificamente a uomini mortali e non a dei.